# Lil Fuccillo
Lil Fuccillo, soprannome di Pasquale Fuccillo (Bedford, 2 giugno 1956) è un allenatore di calcio ed ex calciatore inglese, di ruolo centrocampista.

## Carriera

### Giocatore
Nato in Inghilterra da genitori italiani, Fuccillo inizia a giocare nelle giovanili del Luton Town, subendo già in giovane età due gravi infortuni alla stessa gamba (due fratture, la seconda delle quali nella prima partita al rientro dalla precedente) che ne compromettono parzialmente la carriera. Per via di questi infortuni, pur avendo esordito tra i professionisti con gli Hatters nel 1974 (all'età di 18 anni) nei primi anni di carriera gioca in modo abbastanza frammentario, riuscendo comunque a giocare in totale 10 partite in prima divisione (una all'esordio assoluto nella stagione 1974-1975 e 9 nella stagione 1982-1983) e 150 partite (con 24 gol segnati) in seconda divisione, campionato che vince nella stagione 1981-1982 ed in cui gioca in totale per sette stagioni; lascia poi gli Hatters nel 1983, dopo un totale di 160 presenze e 24 reti in incontri di campionato; nel 1983, dopo aver giocato 19 partite nella NASL con i Tulsa Roughnecks, gioca in terza divisione con il Southend Utd, dove rimane fino al 1985, per un totale di 45 presenze e 4 reti in incontri di campionato. Passa poi al Peterborough Utd, con cui tra il 1985 ed il 1987 segna in totale 3 reti in 82 partite di quarta divisione giocate, ricoprendo per un breve periodo nel novembre del 1986 anche il ruolo di allenatore ad interim dei Posh. Inizia poi la stagione 1987-1988 con il Valletta, club della prima divisione maltese, che lascia però dopo pochi mesi per tornare in Inghilterra al Cambridge Utd, con cui segna 2 gol in 19 partite in quarta divisione, concludendo infine la stagione giocando per alcuni mesi con i semiprofessionisti del Kettering Town. Si ritira infine nel 1991, all'età di 35 anni, dopo un triennio trascorso con i semiprofessionisti del Wivenhoe Town, con cui vince anche una Isthmian League nella stagione 1989-1990.

### Allenatore
Nella stagione 1991-1992 lavora come vice allenatore al Peterborough United, in quarta divisione; l'anno seguente diventa allenatore del club, che lascia però dopo una sola stagione per andare a lavorare al Birmingham City, in seconda divisione, come vice di Barry Fry, incarico che poi ricopre nuovamente al Peterborough United dall'inizio della stagione 1996-1997 fino al dicembre del 1996. Successivamente dal 1997 al 2000 lavora come vice di John Still al Barnet, per poi nel 2000 tornare al Luton Town come osservatore; dopo poche settimane dal suo ritorno nel club viene promosso a vice allenatore, ed in seguito all'esonero di Ricky Hill diventa allenatore, incarico che mantiene fino a quando nel febbraio del 2001 viene esonerato in favore di Joe Kinnear, che comunque lo tiene a lavorare come suo vice fino al termine della stagione, che si conclude per il club con una retrocessione in quarta divisione nonostante il cambio di tre allenatori. Fuccillo trascorre poi la stagione 2001-2002 come vice del suo ex compagno di squadra John Taylor al Wootton Blue Cross, club della United Counties League (nona divisione), prima di iniziare a lavorare come osservatore per l'Everton; ha poi continuato a lavorare come osservatore per vari club professionistici, tutti militanti tra la prima e la terza divisione inglese, senza però più lavorare con incarichi di campo (allenatore o vice).

## Palmarès

### Giocatore

#### Competizioni nazionali
- Campionato inglese di seconda divisione: 1

Luton Town: 1981-1982
- Isthmian League: 1

Wivenhoe Town: 1989-1990